# Сьверчина (Дравський повіт)
Сьверчина (пол. Świerczyna, нім. Groß Linichen) — село в Польщі, у гміні Вешхово Дравського повіту Західнопоморського воєводства.
Населення — 794 особи (2011).
У 1975-1998 роках село належало до Кошалінського воєводства.

## Демографія
Демографічна структура станом на 31 березня 2011 року:
|          | Загалом | Допрацездатний вік | Працездатний вік | Постпрацездатний вік |
| -------- | ------- | ------------------ | ---------------- | -------------------- |
| Чоловіки | 408     | 76                 | 297              | 35                   |
| Жінки    | 386     | 67                 | 232              | 87                   |
| Разом    | 794     | 143                | 529              | 122                  |